# Brendon Baerg
Brendon Baerg (* 25. Februar 1998 in Whittier, Kalifornien) ist ein US-amerikanischer Filmschauspieler und Synchronsprecher.

## Leben
Baerg steht seit seinem vierten Lebensjahr – seit November 2002 – in der Fernsehserie Yes, Dear vor der Kamera. Auch lieh er 2006 dem Hasen Klopfer in Bambi 2 – Der Herr der Wälder die Stimme.